# Борово (Плоцький повіт)
Борово (пол. Borowo) — село в Польщі, у гміні Дробін Плоцького повіту Мазовецького воєводства.
Населення — 77 осіб (2011).
У 1975-1998 роках село належало до Плоцького воєводства.

## Демографія
Демографічна структура станом на 31 березня 2011 року:
|          | Загалом | Допрацездатний вік | Працездатний вік | Постпрацездатний вік |
| -------- | ------- | ------------------ | ---------------- | -------------------- |
| Чоловіки | 33      | 6                  | 22               | 5                    |
| Жінки    | 44      | 15                 | 19               | 10                   |
| Разом    | 77      | 21                 | 41               | 15                   |